# میدان هوایی قندوز
فرودگاه قندوز (به انگلیسی: Kunduz Airport) یک فرودگاه نظامی با کد یاتا UND است که یک باند فرود آسفالت دارد و طول باند آن ۱۷۸۳ متر است. این فرودگاه در حدود ۵ مایل (۸ کیلومتر) جنوب شرقی قندوز مرکز ولایت قندوز در افغانستان قرار دارد و در ارتفاع ۴۳۵ متری از سطح دریا واقع شده است.
فرودگاه قندوز یک فرودگاه داخلی زیر نظر وزارت حمل و نقل و هوانوردی افغانستان (MoTCA) است و به جمعیت ولایت قندوز خدمات رسانی می‌کند. امنیت داخل و اطراف فرودگاه توسط نیروهای امنیت ملی افغانستان تامین می‌شود.
این فرودگاه دارای یک باند به نام ۱۱/۲۹ با سطح آسفالت به ابعاد ۸۱۰۰ در ۱۴۸ فوت (۲۴۶۹متر × ۴۵ متر) است. ترمینال جدیدی در سال ۲۰۱۷ به این مجموعه اضافه شد که ظرفیت اسکان ۱۳۰۰ مسافر را دارد. این فرودگاه در سال‌های اخیر توسعه یافته است.

## تاریخچه
فرودگاه قندوز در ابتدا در سال ۱۹۵۸ زمانی که افغانستان توسط پادشاه محمد ظاهرشاه اداره می‌شد ساخته شد. دو سال بعد، این فرودگاه توسط ایالات متحده توسعه یافت. در دهه ۱۹۸۰ توسط نیروهای افغان و شوروی برای مقاصد نظامی استفاده شد. اخیراً توسط نیروهای مأموریت حمایت قاطع ناتو مورد استفاده قرار گرفت. پس از خروج تمام نیروهای ناتو از افغانستان، اعضای طالبان کنترل فرودگاه قندوز را در اوت ۲۰۲۱ به‌دست گرفتند. آنها تسلیحات و وسایل نقلیه ارتش ملی افغانستان و نیروی هوایی افغانستان، از جمله یک هلیکوپتر تهاجمی میل -۲۵ را که توسط هند به نیروی هوایی افغانستان داده شده بود، به‌دست آوردند.

## شرکت‌های هواپیمایی و مقصدهای پروازی
هر هفته دو پرواز بین فرودگاه قندوز و فرودگاه بین‌المللی کابل انجام می‌شود. کام ایر قبلاً به فرودگاه بین‌المللی کابل خدمات رسانی می‌کرد. تمام پروازها از فرودگاه قندوز بین اوت ۲۰۲۱ تا ژوئیه ۲۰۲۲ به حالت تعلیق درآمد.
| شرکت‌های هواپیمایی    | مقصدهای پروازی                           |
| -------------------- | ---------------------------------------- |
| ایست هوریزن ایرلاینز | فیض‌آباد، میدان هوایی بین‌المللی حامد کرزی |
| کام ایر              | میدان هوایی بین‌المللی حامد کرزی          |

## حوادث
- در ۱۷ مه ۲۰۱۰، گزارش‌هایی تایید کرد که پرواز ۱۱۲ خطوط هوایی پامیر، آنتونوف ۲۴، در ۱۰۰ کیلومتری فرودگاه بین‌المللی کابل سقوط کرد.[۹] این هواپیما از فرودگاه قندوز به کابل در پرواز بود که ناگهان از رادارها ناپدید شد.[۱۰] لاشه هواپیما در ۲۰ مه یافت شد و امدادگران در ۲۱ مه به محل رسیدند.
- در ۲۸ سپتامبر ۲۰۱۵، در جریان نبرد قندوز، بسیاری از غیرنظامیان شهر قندوز به فرودگاه فرار کردند تا به دست نیروهای طالبان نیفتند.[۱۱] به گفته یک مقام امنیتی دولتی، تعداد نیروهای طالبان تنها حدود ۵۰۰ نفر در مقابل حدود۷۰۰۰ نیروی دولتی و اعضای شبه نظامیان متحد باقی مانده بودند. با این حال، سیاستمداران محلی قندوز گفتند که دولت در  رهبری و حمایت از نیروهای نظامی خود در این منطقه شکست خورد.[۱۱]